# Municipio de Windham (condado de Bradford)
El municipio de Windham (en inglés: Windham Township) es un municipio ubicado en el condado de Bradford en el estado estadounidense de Pensilvania. En el año 2000 tenía una población de 967 habitantes y una densidad poblacional de 11.5 personas por km².

## Geografía
El municipio de Windham se encuentra ubicado en las coordenadas 41°57′34″N 76°22′32″O / 41.95944, -76.37556.

## Demografía
Según la Oficina del Censo en 2000 los ingresos medios por hogar en la localidad eran de $37,589 y los ingresos medios por familia eran $42,750. Los hombres tenían unos ingresos medios de $35,000 frente a los $25,500 para las mujeres. La renta per cápita para la localidad era de $17,948. Alrededor del 7,9% de la población estaban por debajo del umbral de pobreza.